# 2e épreuve de Speedcar Series 2008-2009

La 2e épreuve de la saison 2008-2009 de Speedcar Series, disputée les 23 janvier 2009 et 24 janvier 2009 sur le Circuit international de Sakhir, située à Bahreïn, est la 7e épreuve du championnat de Speedcar Series. Cette épreuve est la deuxième manche du championnat 2008-2009.

## Engagés
| Écurie                | no | Pilote                |
| --------------------- | -- | --------------------- |
| Palm Beach            | 07 | Thomas Biagi          |
| Palm Beach            | 10 | Gianni Morbidelli     |
| Continental Circus    | 09 | Enzo Panacci          |
| Continental Circus    | 32 | Eric Charles          |
| JMB Racing            | 13 | Damien Pasini         |
| JMB Racing            | 69 | Johnny Herbert        |
| Union Properties Team | 20 | Vitantonio Liuzzi     |
| Union Properties Team | 85 | Hasher Al Maktoum     |
| Team Lavaggi          | 21 | Chris Buncombe        |
| Team Lavaggi          | 80 | Heinz-Harald Frentzen |
| Durango               | 25 | Christopher Zoechling |
| Durango               | 96 | Jacques Villeneuve    |
| HPR                   | 27 | Jean Alesi            |
| HPR                   | 50 | Marchy Lee (en)       |
| Team Siram/Team Barwa | 90 | Giovanni Lavaggi      |

- Les écuries Team Siram et Team Barwa, associés pour cette épreuve, font leurs débuts en Speedcar Series.
- Thomas Biagi, Enzo Panacci, Chris Buncombe et Giovanni Lavaggi font leurs débuts en Speedcar Series.
- Phoenix Racing se retire de la Speedcar Series et est remplacé par Team Lavaggi. Toutefois, l'écurie italienne conserve Heinz-Harald Frentzen et Chris Buncombe.
- Thomas Biagi remplace Stefan Johansson pour le reste de la saison.
- Enzo Panacci remplace Marcel Tiemann pour cette épreuve.
- Chris Buncombe remplace Mathias Lauda pour cette épreuve.

## Qualifications
| Pos | no | Pilote                | Équipe                | Temps          | Écart    |
| --- | -- | --------------------- | --------------------- | -------------- | -------- |
| 1   | 80 | Heinz-Harald Frentzen | Team Lavaggi          | 2 min 07 s 082 |          |
| 2   | 10 | Gianni Morbidelli     | Palm Beach            | 2 min 07 s 260 | +0 s 178 |
| 3   | 27 | Jean Alesi            | HPR                   | 2 min 07 s 334 | +0 s 252 |
| 4   | 20 | Vitantonio Liuzzi     | Union Properties Team | 2 min 07 s 413 | +0 s 331 |
| 5   | 69 | Johnny Herbert        | JMB Racing            | 2 min 07 s 518 | +0 s 436 |
| 6   | 85 | Hasher Al Maktoum     | Union Properties      | 2 min 08 s 312 | +1 s 230 |
| 7   | 50 | Marchy Lee (en)       | HPR                   | 2 min 08 s 521 | +1 s 439 |
| 8   | 96 | Jacques Villeneuve    | Durango               | 2 min 08 s 715 | +1 s 633 |
| 9   | 04 | Thomas Biagi          | Durango               | 2 min 09 s 104 | +2 s 022 |
| 10  | 13 | Damien Pasini         | JMB Racing            | 2 min 09 s 606 | +2 s 524 |
| 11  | 25 | Christopher Zoechling | Durango               | 2 min 09 s 820 | +2 s 738 |
| 12  | 90 | Giovanni Lavaggi      | Team Siram/Team Barwa | 2 min 10 s 224 | +3 s 142 |
| 13  | 09 | Enzo Panacci          | Continental Circus    | 2 min 13 s 066 | +5 s 984 |
| 14  | 32 | Eric Charles          | Continental Circus    | 2 min 13 s 992 | +6 s 910 |
| 15  | 21 | Chris Buncombe        | Team Lavaggi          |                |          |

## Grille de départ de la course 1
| 1re ligne : | 1re ligne : | 1.Heinz-Harald Frentzen Allemagne | 2.Gianni Morbidelli Italie              |
| 2e ligne :  | 2e ligne :  | 3.Jean Alesi France               | 4.Vitantonio Liuzzi Italie              |
| 3e ligne :  | 3e ligne :  | 5.Johnny Herbert Royaume-Uni      | 6.Hasher Al Maktoum Émirats arabes unis |
| 4e ligne :  | 4e ligne :  | 7.Marchy Lee (en) Hong Kong       | 8.Jacques Villeneuve Canada             |
| 5e ligne :  | 5e ligne :  | 9.Thomas Biagi Italie             | 10.Damien Pasini France                 |
| 6e ligne :  | 6e ligne :  | 11.Christopher Zoechling Autriche | 12.Giovanni Lavaggi Italie              |
| 7e ligne :  | 7e ligne :  | 13.Enzo Panacci Italie            | 14.Eric Charles France                  |
| 8e ligne :  | 8e ligne :  | 15.Chris Buncombe Royaume-Uni     |                                         |

## Course 1
| Pos  | No | Pilote                | Écurie                | Tours | Temps           |
| ---- | -- | --------------------- | --------------------- | ----- | --------------- |
| 1    | 27 | Jean Alesi            | HPR                   | 19    | 40 min 37 s 701 |
| 2    | 80 | Heinz-Harald Frentzen | Team Lavaggi          | 19    | +1 s 409        |
| 3    | 69 | Johnny Herbert        | JMB Racing            | 19    | +14 s 481       |
| 4    | 10 | Gianni Morbidelli     | Palm Beach            | 19    | +22 s 510       |
| 5    | 85 | Hasher Al Maktoum     | Union Properties Team | 19    | +24 s 050       |
| 6    | 04 | Thomas Biagi          | Palm Beach            | 19    | +24 s 975       |
| 7    | 13 | Damien Pasini         | JMB Racing            | 19    | +49 s 126       |
| 8    | 90 | Giovanni Lavaggi      | Team Siram/Team Barwa | 19    | +1 min 03 s 625 |
| 9    | 13 | Chris Buncombe        | Team Lavaggi          | 19    | +1 min 07 s 026 |
| 10   | 96 | Jacques Villeneuve    | Durango               | 19    | +1 min 20 s 766 |
| 11   | 32 | Eric Charles          | Continental Circus    | 18    | +1 tour         |
| Abd. | 50 | Marchy Lee (en)       | HPR                   | 11    |                 |
| Abd. | 20 | Vitantonio Liuzzi     | Union Properties Team | 9     |                 |
| NP   | 25 | Christopher Zoechling | Durango               |       |                 |
| NP   | 09 | Enzo Panacci          | Continental Circus    |       |                 |

Meilleur tour :  Heinz-Harald Frentzen (2 min 07 s 073 au 6e tour).

## Grille de départ de la course 2
| 1re ligne : | 1re ligne : | 1.Giovanni Lavaggi Italie         | 2.Damien Pasini France                  |
| 2e ligne :  | 2e ligne :  | 3.Thomas Biagi Italie             | 4.Hasher Al Maktoum Émirats arabes unis |
| 3e ligne :  | 3e ligne :  | 5.Gianni Morbidelli Italie        | 6.Johnny Herbert Royaume-Uni            |
| 4e ligne :  | 4e ligne :  | 7.Heinz-Harald Frentzen Allemagne | 8.Jean Alesi France                     |
| 5e ligne :  | 5e ligne :  | 9.Chris Buncombe Royaume-Uni      | 10.Jacques Villeneuve Canada            |
| 6e ligne :  | 6e ligne :  | 11.Eric Charles France            | 12.Vitantonio Liuzzi Italie             |
| 7e ligne :  | 7e ligne :  | 13.Marchy Lee (en) Hong Kong      | 14.Christopher Zoechling Autriche       |
| 8e ligne :  | 8e ligne :  | 15.Enzo Panacci Italie            |                                         |

## Course 2
| Pos  | No | Pilote                | Écurie                | Tours | Temps           |
| ---- | -- | --------------------- | --------------------- | ----- | --------------- |
| 1    | 69 | Johnny Herbert        | JMB Racing            | 19    | 40 min 36 s 124 |
| 2    | 10 | Gianni Morbidelli     | Palm Beach            | 19    | +2 s 560        |
| 3    | 04 | Thomas Biagi          | Palm Beach            | 19    | +6 s 711        |
| 4    | 80 | Heinz-Harald Frentzen | Team Lavaggi          | 19    | +14 s 668       |
| 5    | 13 | Damien Pasini         | JMB Racing            | 19    | +20 s 253       |
| 6    | 27 | Jean Alesi            | HPR                   | 19    | +20 s 920       |
| 7    | 85 | Hasher Al Maktoum     | Union Properties Team | 19    | +27 s 245       |
| 8    | 20 | Vitantonio Liuzzi     | Union Properties Team | 19    | +32 s 735       |
| 9    | 13 | Chris Buncombe        | Team Lavaggi          | 19    | +42 s 400       |
| 10   | 90 | Giovanni Lavaggi      | Team Siram/Team Barwa | 19    | +51 s 597       |
| 11   | 32 | Eric Charles          | Continental Circus    | 19    | +2 min 17 s 688 |
| Abd. | 25 | Christopher Zoechling | Durango               | 10    |                 |
| Abd. | 96 | Jacques Villeneuve    | Durango               | 8     |                 |
| Abd. | 50 | Marchy Lee (en)       | HPR                   | 7     |                 |
| Abd. | 09 | Enzo Panacci          | Continental Circus    | 2     |                 |

Meilleur tour :  Heinz-Harald Frentzen (2 min 06 s 825 au 9e tour).

## Classement provisoire

### Pilotes
| Rang | Pilote                | DUB 1 | DUB 2 | BHR 1 | BHR 2 | LOS 1 | LOS 2 | DUB 1 | DUB 2 | BHR 1 | BHR 2 | Points |
| ---- | --------------------- | ----- | ----- | ----- | ----- | ----- | ----- | ----- | ----- | ----- | ----- | ------ |
| 1    | Johnny Herbert        | 4     | A     | 3     | 1     |       |       |       |       |       |       | 21     |
| 2    | Heinz-Harald Frentzen | 2     | A     | 2     | 4     |       |       |       |       |       |       | 21     |
| 3    | Gianni Morbidelli     | 3     | A     | 4     | 2     |       |       |       |       |       |       | 19     |
| 4    | Jean Alesi            | 10    | A     | 1     | 6     |       |       |       |       |       |       | 13     |
| 5    | Vitantonio Liuzzi     | 1     | A     | Abd.  | 8     |       |       |       |       |       |       | 11     |
| 6    | Hasher Al Maktoum     | 5     | A     | 5     | 7     |       |       |       |       |       |       | 10     |
| 7    | Thomas Biagi          |       |       | 6     | 3     |       |       |       |       |       |       | 9      |
| 8    | Damien Pasini         | 8     | A     | 7     | 5     |       |       |       |       |       |       | 7      |
| 9    | Jacques Villeneuve    | 6     | A     | 10    | Abd.  |       |       |       |       |       |       | 3      |
| 10   | Marchy Lee (en)       | 7     | A     | Abd.  | Abd.  |       |       |       |       |       |       | 2      |
| 11   | Giovanni Lavaggi      |       |       | 8     | 10    |       |       |       |       |       |       | 1      |
| 12   | Chris Buncombe        |       |       | 9     | 9     |       |       |       |       |       |       | 0      |
| 13   | Eric Charles          | 9     | A     | 11    | 11    |       |       |       |       |       |       | 0      |
| 14   | Christopher Zoechling | 11    | A     | NP    | Abd.  |       |       |       |       |       |       | 0      |
|      | Enzo Panacci          |       |       | NP    | Abd.  |       |       |       |       |       |       | 0      |
|      | Stefan Johansson      | Abd.  | A     |       |       |       |       |       |       |       |       | 0      |
|      | Mathias Lauda         | Abd.  | A     |       |       |       |       |       |       |       |       | 0      |
|      | Marcel Tiemann        | Abd.  | A     |       |       |       |       |       |       |       |       | 0      |

### Écuries
| Rang | Écuries                     | #  | DUB 1 | DUB 2 | BHR 1 | BHR 2 | LOS 1 | LOS 2 | DUB 1 | DUB 2 | BHR 1 | BHR 2 | Points |
| ---- | --------------------------- | -- | ----- | ----- | ----- | ----- | ----- | ----- | ----- | ----- | ----- | ----- | ------ |
| 1    | JMB Racing                  | 13 | 8     | A     | 7     | 5     |       |       |       |       |       |       | 28     |
| 1    | JMB Racing                  | 69 | 4     | A     | 3     | 1     |       |       |       |       |       |       | 28     |
| 2    | Palm Beach                  | 04 |       |       | 6     | 3     |       |       |       |       |       |       | 28     |
| 2    | Palm Beach                  | 07 | Abd.  | A     |       |       |       |       |       |       |       |       | 28     |
| 2    | Palm Beach                  | 10 | 3     | A     | 4     | 2     |       |       |       |       |       |       | 28     |
| 3    | Union Properties Team       | 20 | 1     | A     | Abd.  | 8     |       |       |       |       |       |       | 21     |
| 3    | Union Properties Team       | 85 | 5     | A     | 5     | 7     |       |       |       |       |       |       | 21     |
| 4    | Phoenix Racing Team Lavaggi | 21 | Abd.  | A     | 9     | 9     |       |       |       |       |       |       | 21     |
| 4    | Phoenix Racing Team Lavaggi | 80 | 2     | A     | 2     | 4     |       |       |       |       |       |       | 21     |
| 5    | HPR                         | 27 | 10    | A     | 1     | 6     |       |       |       |       |       |       | 15     |
| 5    | HPR                         | 50 | 7     | A     | Abd.  | Abd.  |       |       |       |       |       |       | 15     |
| 6    | Durango                     | 25 | 11    | A     | NP    | Abd.  |       |       |       |       |       |       | 3      |
| 6    | Durango                     | 96 | 6     | A     | 10    | Abd.  |       |       |       |       |       |       | 3      |
| 7    | Team Siram Team Barwa       | 90 |       |       | 8     | 10    |       |       |       |       |       |       | 1      |
| 8    | Continental Circus          | 09 | Abd.  | A     | NP    | Abd.  |       |       |       |       |       |       | 0      |
| 8    | Continental Circus          | 32 | 9     | A     | 11    | 11    |       |       |       |       |       |       | 0      |